# 青年路 (高雄市)
青年路（Cingnian Rd.）為高雄市連結苓雅區、新興區和前金區的東西向重要幹道，本道路共分成二個部分。起端為高雄市立文化中心西側旁的廣州一街，末端為光榮碼頭旁的海邊路。青年路同時也是高雄市著名的傢俱街。

## 行經行政區域
（由東至西）
- 苓雅區
- 新興區
- 前金區

## 分段
青年路共分成二個部分：
- 青年一路：東起於文化中心西側的廣州一街，西於中山二路口接青年二路。
- 青年二路：東於中山二路口接青年一路，西止於海邊路。

## 沿線設施
（由東至西）
- 青年一路(本路段後段為傢俱街)
  - 高雄市立文化中心（門牌設於五福一路67號）
  - 三立電視南部新聞中心（28、30號，原三立影視總部）
  - 台灣中油青年路站
  - 高雄市苓雅區四維國民小學(103號)
  - 民權輕鋼架停車場(門牌設於民權一路221號)
  - 國民市場(163-8號)

- 青年二路(本路段前段為傢俱街)
  - 台灣中油大眾站
  - 高雄市苓雅區十五里聯合活動中心(101號)
    - 高雄市立圖書館苓雅分館(4樓~5樓)

  - 光榮碼頭(青年二路底 位於海邊路)

## 公車資訊
- 統聯客運（市區公車）
  - 11 瑞豐站－鹽埕埔

## 公共自行車
- 高雄市公共自行車租賃系統：
  - 高雄市文化中心(廣州一街)：廣州一街/青年一路口
  - 四維國小(民權一路)：民權一路/青年一路(東南側人行道)
  - 輕軌光榮碼頭站：海邊路/永平路口

## 相關連結
- 高雄市主要道路列表